# Kakteen (Berger)

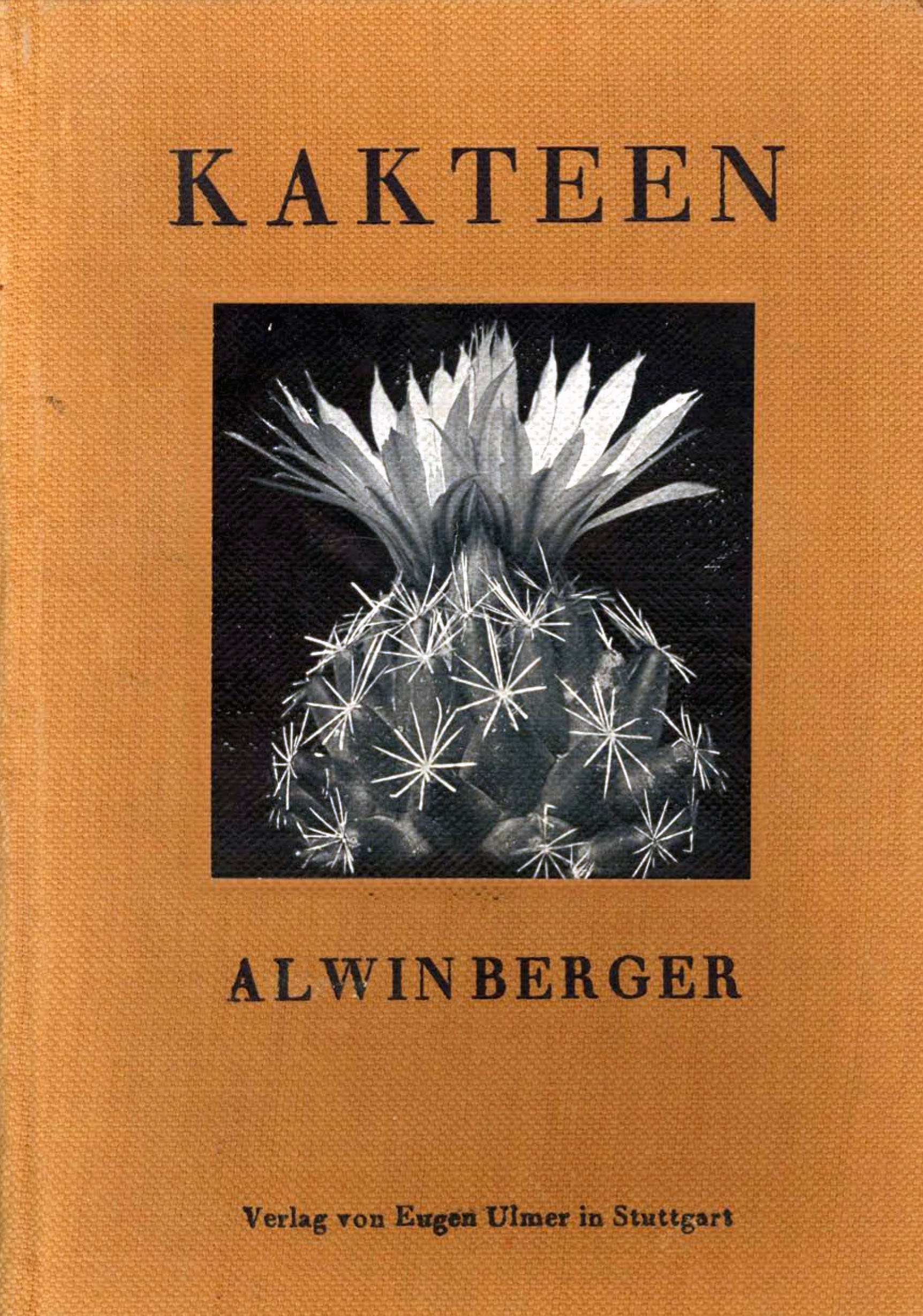
Alwin Bergers Kakteen

Kakteen ist ein 1929 veröffentlichtes Werk von Alwin Berger zur Kakteensystematik. Es erschien im Verlag Eugen Ulmer in Stuttgart und war Bestandteil der von Berger herausgegebenen Reihe Illustrierte Handbücher sukkulenter Pflanzen. Es war mit 105 Abbildungen illustriert. In seiner Gliederung der Familie der Kakteengewächse akzeptierte Alwin Berger 41 Gattungen.

## Inhalt
Alwin Bergers Werk gliedert sich in einen allgemeinen und einen speziellen Teil. Der allgemeine Teil besteht aus den Kapiteln:
- Aus der Geschichte der Kakteenkunde
- Lebensgeschichte der Kakteen
- Die Entwicklung der Kakteen
- Geographische Verbreitung der Kakteen
- Nutzen der Kakteen
- Einteilung und Benennung
- Zur Kultur der Kakteen

Das Kapitel Zur Kultur der Kakteen stammte von Eduard Wagner, dem Schriftführer der Stuttgarter Ortsgruppe der Deutschen Kakteen-Gesellschaft, nach dem Berger die Art Echinocactus wagnerianus benannte. Der spezielle Teil umfasste Bergers Systematik der Kakteengewächse.

## Systematik
Alwin Berger folgten bei seiner Gliederung der Familie der Kakteengewächse Karl Moritz Schumann, der die Familie 1897 in seinem Werk Gesamtbeschreibung der Kakteen in die heute allgemein anerkannten Unterfamilien Pereskioideae, Opuntioideae und Cereoideae (heute Cactoideae) einordnete. Die Unterfamilie Cereoideae gliederte er jedoch im Gegensatz zu Schumann in die zwei Tribus Rhipsalideae und Cereeae (heute Cacteae). Die Großgattung Cereus, die er in dieser Form für nicht natürlich ansah, gliederte er in die zwei Sektionen Hylocerei und Eucerei und sechs „Sippen“ mit insgesamt 51 Untergattungen auf.
- Unterfamilie Peireskioideae K.Sch.
  - Gattung Peireskia Plum.
    - Untergattung Eupeireskia K.Sch.
    - Untergattung Rhodocactus Berger

  - Gattung Maihuenia Phil.

- Unterfamilie Opuntioideae K.Sch.
  - Gattung Quiabentia Br. u. R.
  - Gattung Peireskiopsis Br. u. R.
  - Gattung Opuntia Mill.
    - Untergattung Brasiliopuntia K.Sch.
    - Untergattung Cylindropuntia Eng.
    - Untergattung Consolea Lem.
    - Untergattung Platyopuntia Web.

  - Gattung Nopalea Salm.
  - Gattung Grusonia F.Rchb.
  - Gattung Pterocactus K.Sch.

- Unterfamilie Cereoideae K.Sch.
  - Tribus Rhipsalideae K. Sch.
    - Gattung Rhipsalis Gaertn.
      - Untergattung Eurhipsalis K.Sch.
      - Untergattung Ophiorhipsalis K.Sch.
      - Untergattung Goniorhipsalis K.Sch.
      - Untergattung Phyllorhipsalis K.Sch.
      - Untergattung Acanthorhipsalis K.Sch.
      - Untergattung Calamorhipsalis K.Sch.
      - Untergattung Epallagogonium K.Sch.
      - Untergattung Trigonorhipsalis Berger
      - Untergattung Lepismium K.Sch.

    - Gattung Hariota DC
    - Gattung Erythrorhipsalis Berger
    - Gattung Rhipsalidopsis Br. u. R.
    - Gattung Epiphyllum Haw.
      - Untergattung Epiphyllopsis Berger
      - Untergattung Schlumbergera Lem.
      - Untergattung Zygocactus K.Sch.

    - Gattung Epiphyllanthus Berger

  - Tribus Cereeae Berger
    - Subtribus Phyllocacteae Berger
      - Gattung Wittia K. Sch.
      - Gattung Disocactus Lindl.
      - Gattung Phyllocactus Link.
        - Untergattung Chiapasia Br. u. R.
        - Untergattung Ackermannia K.Sch.
        - Untergattung Euphyllocactus K.Sch.

    - Subtribus Cereinae Berger
      - Gattung Cereus Mill.
        - Sektion Hylocerei
          - Untergattung Aporocactus Lem.
          - Untergattung Selenicereus Berger
          - Untergattung Deamia Br. u. R.
          - Untergattung Mediocactus Br. u. R.
          - Untergattung Werckleocereus Br. u. R.
          - Untergattung Weberocereus Br. u. R.
          - Untergattung Wilmattea Br. u. R.
          - Untergattung Hylocereus Berger

        - Sektion Eucerei
          - Sippe Pfeifferae Berger
            - Untergattung Pfeiffera Salm
            - Untergattung Erdisia Br. u. R.

          - Sippe Leptocerei Berger
            - Untergattung Leptocereus Berger
            - Untergattung Acanthocereus Eng.
            - Untergattung Dendrocereus Br. u. R.
            - Untergattung Neoabbottia Br. u. R.
            - Untergattung Peniocereus Berger

          - Sippe: Nyctocerei Berger
            - Untergattung Nyctocereus Berger
            - Untergattung Harrisia Br. u. R.
            - Untergattung Eriocereus Berger
            - Untergattung Heliocereus Berger
            - Untergattung Machaerocereus Br. u. R.
            - Untergattung Rathbunia Br. u. R.
            - Untergattung Bergerocactus Br. u. R.
            - Untergattung Wilcoxia Br. u. R.

          - Sippe Trichocerei Berger
            - Untergattung Trichocereus Berger
            - Untergattung Eulychnia Phil.
            - Untergattung Oreocereus Berger
            - Untergattung Borzicactus Riccob.
            - Untergattung Cleistocactus Lem.
            - Untergattung Denmoza Br. u. R.
            - Untergattung Arthrocereus Berger
            - Untergattung Chamaecereus Br. u. R.
            - Untergattung Espostoa Br. u. R.
            - Untergattung Corryocactus Br. u. R.
            - Untergattung Neoraimondia Br. u. R.
            - Untergattung Zehntnerella Br. u. R.
            - Untergattung Leocereus Br. u. R.
            - Untergattung Binghamia Br. u. R.
            - Untergattung Browningia Br. u. R.

          - Sippe Gymnocerei Berger
            - Untergattung Stetsonia Br. u. R.
            - Untergattung Jasminocereus Br. u. R.
            - Untergattung Piptanthocereus Berger
            - Untergattung Monvillea Br. u. R.
            - Untergattung Pilocereus Lem.
            - Untergattung Cephalocereus Pfeiff.
            - Untergattung Myrtillocactus Cons.
            - Untergattung Lophocereus Berger

          - Sippe Pachycerei Berger
            - Untergattung Lemaireocereus Br. u. R.
            - Untergattung Pachycereus Berger
            - Untergattung Lepidocereus Eng.
            - Untergattung Brachycereus Br. u. R.
            - Untergattung Escontria Br. u. R.

      - Gattung Echinocereus Eng.
      - Gattung Echinopsis Zucc.
      - Gattung Arequipa Br. u. R.
      - Gattung Lobivia Br. u. R.
      - Gattung Rebutia K.Sch.

    - Subtribus Echinocacteae Berger
      - Subsubtribus Echinocacteinae
        - Gattung Echinocactus Link
          - Sippe Trichocerei
            - Untergattung Eriosyce Phil.
            - Untergattung Neoporteria Br. u. R.
            - Untergattung Oroya Br. u. R.
            - Untergattung Matucana Br. u. R.
            - Untergattung Parodia Speg
            - Untergattung Malacocarpus Salm
            - Untergattung Notocactus K. Sch.
            - Untergattung Copiapoa Br. u. R.
            - Untergattung Pyrrhocactus Berger
            - Untergattung Austrocactus Br. u. R.
            - Untergattung Frailea Br. u. R.

          - Sippe Gymnocerei
            - Untergattung Gymnocalycium Pfeiff.

          - Sippe Pachycerei
            - Serie Erianthi Berger
              - Untergattung Echinocactus Br. u. R.
              - Untergattung Homalocephala Br. u. R.
              - Untergattung Astrophytum Lem.

            - Serie Lepidanthi Berger
              - Untergattung Ferocactus Br. u. R.
              - Untergattung Hamatocactus Br. u. R.
              - Untergattung Stenocactus K. Sch.
              - Untergattung Sclerocactus Br. u. R.
              - Untergattung Utahia Br. u. R.

            - Serie Gymnanthi Berger
              - Untergattung Strombocactus Br. u. R.
              - Untergattung Echinomastus Br. u. R.
              - Untergattung Thelocactus K. Sch.
              - Untergattung Pediocactus Br. u. R.
              - Untergattung Ancistrocactus Br. u. R.

      - Gattung Lophophora Coulter
      - Gattung Aztekium Böd.
      - Gattung Obregonia Frič
      - Gattung Epithelantha Web.
      - Gattung Leuchtenbergia Hook.
      - Subsubtribus Melocacteinae
        - Gattung Discocactus Pfeiff
        - Gattung Melocactus Link u. Otto

    - Subtribus Mamillarieae K. Sch.
      - Gattung Coryphantha Lem.
        - Untergattung Neolloydia Br. u. R.
        - Untergattung Eucoryphantha Berger
        - Untergattung Neobesseya Br. u. R.
        - Untergattung Escobaria Br. u. R.

    - Gattung Roseocactus Berger
    - Gattung Mamillopsis Web.
    - Gattung Mamillaria Haw.
      - Untergattung Dolichothele K.Sch.
      - Untergattung Eumamillaria K. Sch.

    - Gattung Porfiria Böd.
    - Gattung Solisia Br. u. R.
    - Gattung Pelecyphora Ehrenb.
    - Gattung Cochemiea Walton
    - Gattung Encephalocarpus Berger
    - Gattung Ariocarpus Scheidw.